# Pyrgus cirsii
Pyrgus cirsii, también conocida como ajedrezada tórrida o ajedrezada rojiza, es una especie de mariposa del género Pyrgus, categorizada en la tribu Pyrgini, de la subfamilia Pyrginae. Fue descrita por Jules Pierre Rambur en 1839.

## Descripción
Mide entre 13-28 mm de longitud. El macho es de color marrón oscuro con manchas claras en el ala anterior, el ala posterior posee manchas claras, estas varían de amarillo a rojizo con diminutos puntos claros.

## Distribución y hábitat
Se distribuye por la península Ibérica y parte del sur y centro de Europa. Habita en prados floridos y zonas de matorrales entre 800-2100 metros.